# Action française
L'Action française è un movimento politico francese di estrema destra di ispirazione monarchica e nazionalista, fondato nel 1899 da Henri Vaugeois e Maurice Pujo, il cui ideologo e massimo leader fu Charles Maurras; nacque inizialmente attorno al quotidiano L'Action Française, di ideologia maurassiana, oltre che violentemente germanofobo (da cui la diffidenza dell'AF verso il nazionalsocialismo tedesco provocò diverse scissioni di membri filo-nazisti) fino all'accettazione del semi-collaborazionismo, nonché antisemita, antiparlamentare e antidemocratico. Il nazionalismo integrale e l'antisemitismo dell'Action française preannunciarono i movimenti totalitari del fascismo e del nazismo.
Disciolto nel dopoguerra e rifondato come quotidiano, sotto diverso nome, e poi negli anni 1970 come movimento, attualmente sopravvive come gruppo monarchico marginale e ammorbidito, come uno dei diversi gruppuscoli alla destra del FN/RN; il nome ufficiale è stato cambiato in Centre royaliste d'Action française e pubblica il bimestrale L'Action Française 2000.
Il simbolo del partito è il giglio simbolo della monarchia francese, di colore oro o bianco, su sfondo blu.

## Storia

### Nascita e primi anni
Il movimento fu fondato nel 1899 da Henri Vaugeois, professore di filosofia, e da Maurice Pujo, giornalista e scrittore, inizialmente raccolti in gruppo d'opinione attorno alla Revue d'Action française, dalla fusione di diversi gruppi nazionalisti attivi come anti-dreyfusards durante l'affare Dreyfus.
All'inizio del ventesimo secolo per opera di Charles Maurras i membri dell'Action française si convertirono alla causa monarchica, orientata verso l'orleanismo più che per il legittimismo, poi per l'unionismo tra le due correnti. Il partito sosteneva il ripristino della monarchia costituzionale, il federalismo, il ripristino del cattolicesimo come religione di Stato e, contro la tradizione monarchica legittimista della Restaurazione e di Enrico d'Artois, il mantenimento della coscrizione obbligatoria istituita durante l'epoca rivoluzionaria-napoleonica e in vigore sotto la monarchia di luglio.
Il 21 marzo 1908 uscì il primo numero del quotidiano L'Action française (definito "organo del nazionalismo integrale") che, arrivando a raggiungere una tiratura di 30.000 esemplari, contribuì alla diffusione delle idee monarchiche e funse da punto centrale del movimento, raccolto attorno alla linea che Maurras dettava dalle sue pagine.
(Bernard de Vesins - Congresso di Action française - novembre 1926, citato da in L'Action française devant l'Église)
Nuove personalità aderirono al partito che giunse a contare probabilmente fino a 20.000 iscritti tra i quali noti intellettuali, quali il polemista e romanziere Léon Daudet (figlio di Alphonse Daudet), lo storico Jacques Bainville, il critico Jules Lemaître e l'economista Georges Valois, e in seguito anche Georges Bernanos e Jacques Maritain (per un periodo). Nonostante fosse ebreo, omosessuale e fosse stato dreyfusard, anche lo scrittore Marcel Proust ammirava Maurras come poeta e aveva amici nell'Action française, tra cui persone di spicco come Daudet (ebbe una relazione col fratello Lucien e dedicò il terzo volume di Alla ricerca del tempo perduto a Léon). Era inoltre abbonato al quotidiano.
Il movimento sostenne la rivendicazione al trono di Francia da parte del pretendente Luigi Filippo, duca d'Orléans (per i monarchici Filippo VIII, 1869-1926), e in seguito del duca Giovanni di Guisa (per gli orleanisti Giovanni III, 1874-1940) e di suo figlio Enrico, Conte di Parigi (Enrico VI, 1908-1999) fino al 1937 quando il Conte ruppe i rapporti con Maurras, finendo poi per sostenere de Gaulle nel 1940 dopo un effimero appoggio al maresciallo Pétain.
I militanti di Action française non esitavano a ricorrere alla violenza fisica. Nel novembre del 1908 nacquero i Camelots du Roi, un gruppo di giovani incaricati della vendita del giornale e di azioni propagandistiche in strada e che contribuirono a far crescere il prestigio tra i giovani studenti reazionari. Tra le azioni dei Camelots du Roi che crearono più scalpore si possono ricordare:

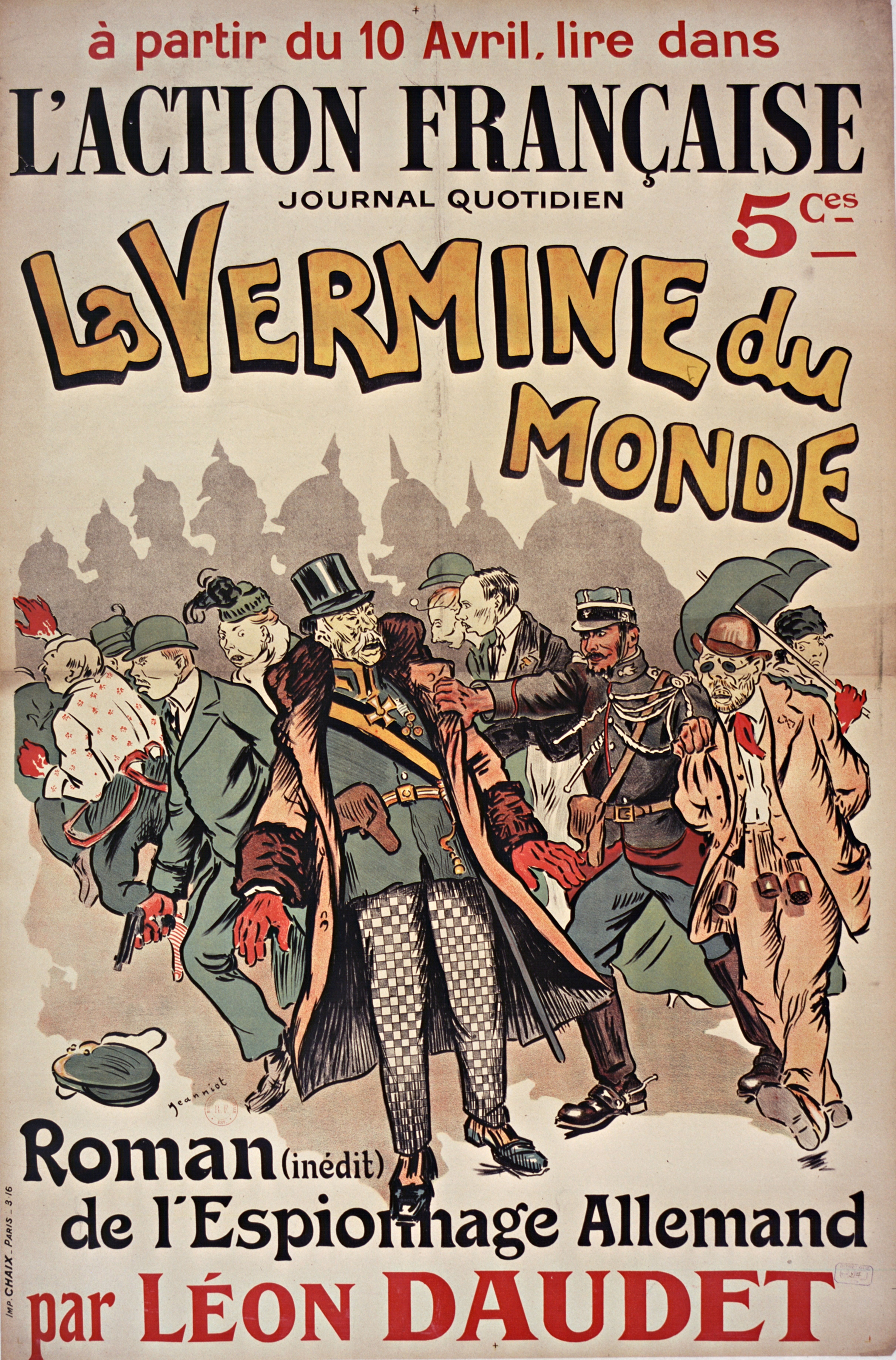
Manifesto del 1918 che pubblicizza un romanzo antitedesco di Léon Daudet

- La manifestazione del giugno del 1908 durante il trasferimento delle ceneri di Émile Zola al Panthéon. I loro manifesti accusavano il regime repubblicano di essere un "governo di quegli stranieri più o meno naturalizzati o meticci che, in questi giorni, insozzeranno il Panthéon sconsacrato col cadavere del loro Zola", nemico dei nazionalisti e antisemiti durante l'affare Dreyfus (il "sindacato ebraico" in difesa di Dreyfus, anche se fosse stato effettivamente innocente, fu un tema propagandistico usato continuamente da Maurras per tutta la vita, anche molto tempo dopo la morte dell'ufficiale ebreo, condannato per tradimento a favore della Germania e poi graziato). Durante la solenne cerimonia di traslazione delle ceneri di Zola un giornalista di estrema destra, Louis Grégori, sparò due colpi di pistola ad Alfred Dreyfus, ferendolo leggermente a un braccio. Il giornalista dichiarò di aver agito da solo e di non aver voluto colpire Dreyfus come persona, ma come rappresentante del dreyfusianesimo colpevole, ai suoi occhi, di «glorificare il tradimento di Dreyfus e l'antimilitarismo di Zola». I giurati popolari lo assolsero perché in quel momento «non era responsabile dei suoi atti». È, in un certo senso, un atto annunciato. Grazie a un informatore, la polizia sapeva che durante alcune riunioni degli estremisti di destra dell'Action française si era parlato a lungo di compiere un «atto dimostrativo», assassinando Dreyfus durante la cerimonia Zola. Un certo André Gaucher si offrì di compiere la missione. Un ricco monarchico offrì un premio di ventimila franchi a chi avesse ucciso il «traditore ebreo». Chi si oppose fu proprio Charles Maurras: «Sopprimendo Dreyfus, perdiamo la nostra migliore arma contro la Repubblica»
- Nel dicembre del 1908 scoppiò l'Affaire Thalamas: i Camelots disturbarono violentemente le lezioni di Amédée Thalamas alla Sorbona. Thalamas era peraltro già stato preso di mira dall'Action française nel 1904, quando era un semplice professore di storia al liceo Condorcet, per avere "insultato Giovanna d'Arco" proponendo ai suoi alunni una visione positivista della vita, nonostante Maurras fosse per certi aspetti un seguace del secondo positivismo comtiano.
- Nel 1911 nel Quartiere latino il gruppo insorse contro una pièce di Henri Bernstein, che era ebreo e fu accusato di avere disertato il servizio militare, contribuendo così al rilancio dell'antisemitismo.

Nel 1914 il partito fu in prima fila nell'interventismo e nell'incitare a combattere l'Impero tedesco invasore nella Grande Guerra, per riconquistare Alsazia e Lorena perse nel 1870.
Nel 1919 Charles Maurras si schierò a favore del diritto di voto per le donne, che sarà concesso solo nel 1945.

### La condanna da parte del papato

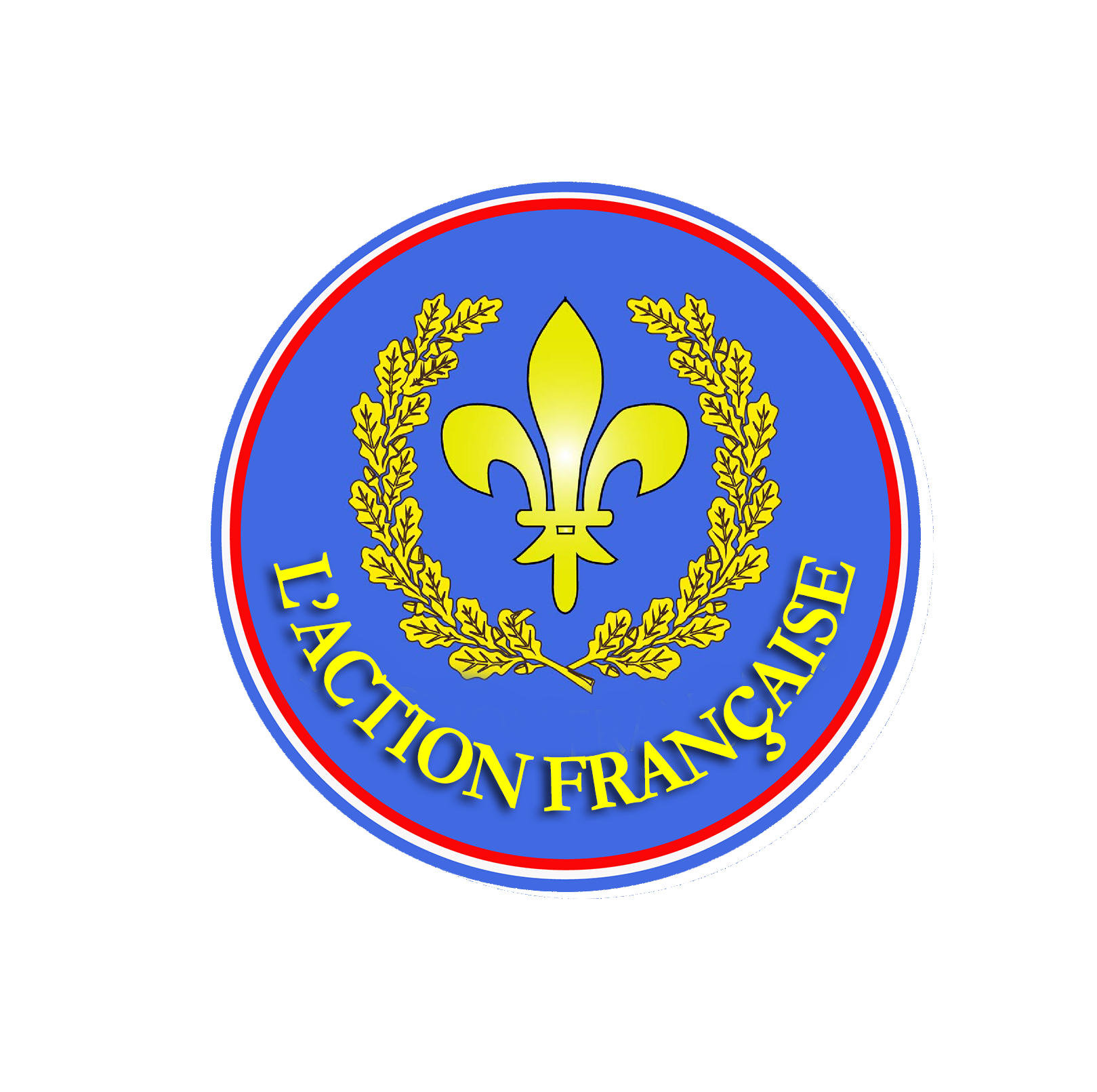
Un logo storico, colorato, dell'AF

Preparata già dal 1913 da papa Pio X - col principale rimprovero di subordinare la religione alla politica e al nazionalismo - e rinviata più volte (anche se alcune opere palesemente agnostiche di Maurras erano già state messe all'indice), la condanna arriverà il 29 dicembre 1926. Papa Pio XI condannò l'Action française anche per l'influenza troppo grande che aveva sui giovani cattolici: i libri di Maurras e il Journal furono messi all'Indice per decreto del Sant'Uffizio. L'8 marzo 1927 agli iscritti all'Action française venne vietata la partecipazione ai sacramenti. Il movimento subì così un colpo molto duro: molti aderenti lo abbandonarono e iniziò un periodo di declino. Un cattolico che si vide obbligato a trovare altre strade in politica fu ad esempio Georges Bernanos. Papa Pio XII tolse la condanna nel 1939 a seguito della guerra civile spagnola, in un periodo di rinnovato anticomunismo in seno alla Chiesa. Papa Pacelli si limitò tuttavia ad ammorbidire la posizione della Chiesa nei confronti del movimento, in funzione antibolscevica, senza con questo revocare i motivi della condanna stabilita dal predecessore (né le opere di Maurras furono rimosse dall'Index).

### Il primo dopoguerra

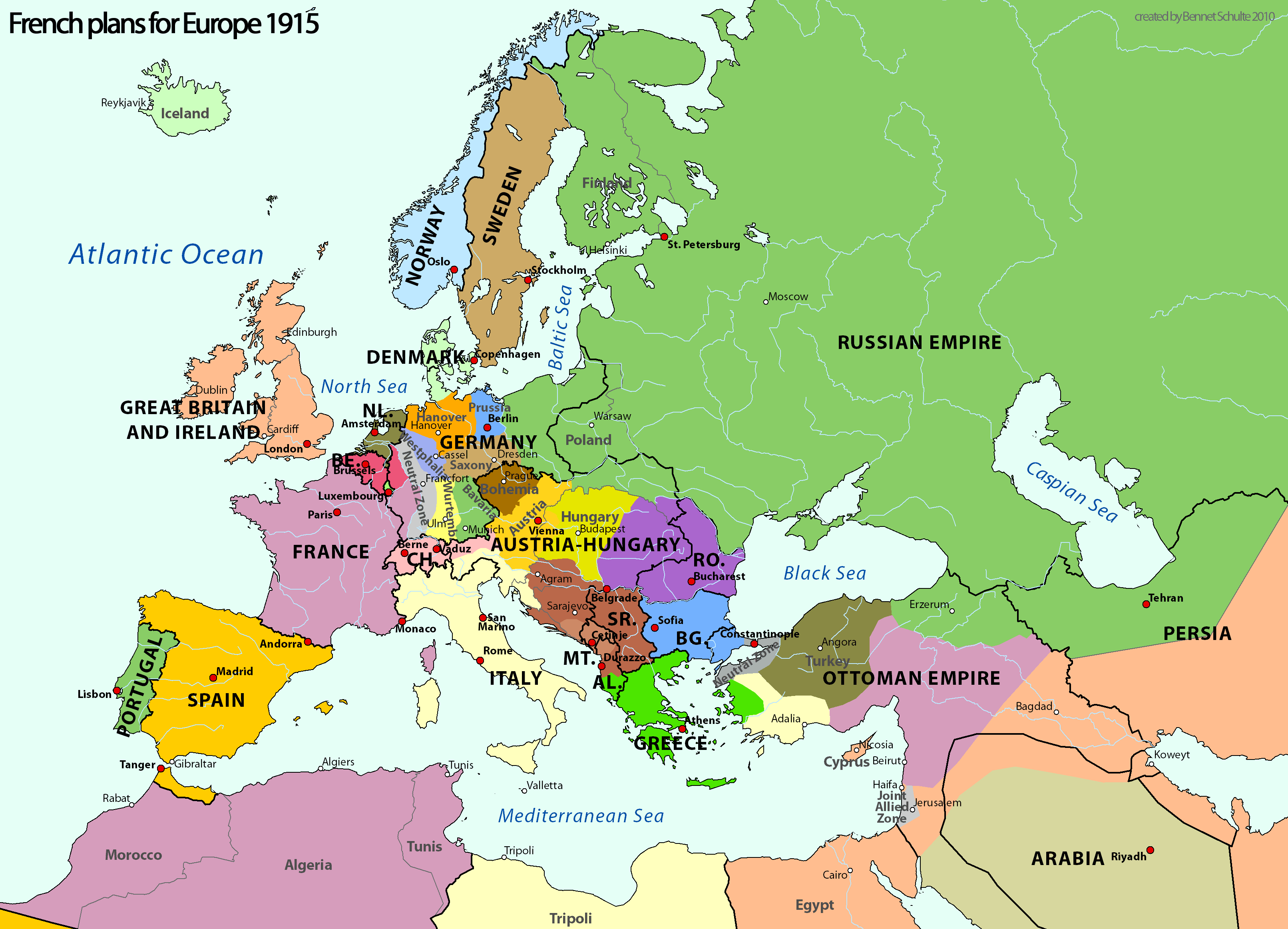
Piani per il nuovo assetto europeo dell'Action française nel 1915, con un allargamento dell'Impero russo e lo smembramento dell'Impero tedesco in diversi Stati

Durante il primo dopoguerra, l'Action française conobbe un notevole sviluppo tanto che alle elezioni legislative del 1919 la Liste d'Union nationale, appoggiata dall'Action française, ottenne trenta eletti tra i quali Léon Daudet a Parigi. Il movimento in questo periodo continuò a reclutare iscritti tra le giovani generazioni (come Robert Brasillach, Thierry Maulnier, Lucien Rebatet, ecc.) ma vide anche al suo interno la nascita di varie dissidenze. Tra queste, oltre agli esempi di Louis Dimier e dell'organizzazione Cagoule, si può ricordare la scissione promossa da Georges Valois, che uscì dal movimento con 2.000 iscritti per fondare il Faisceau. I militanti dell'Action française capeggiarono la manifestazione del 6 febbraio 1934, un tentato colpo di Stato abortito. In politica estera, Maurras e Bainville furono favorevoli a un'alleanza con l'Italia contro la Germania nazista.

### La seconda guerra mondiale

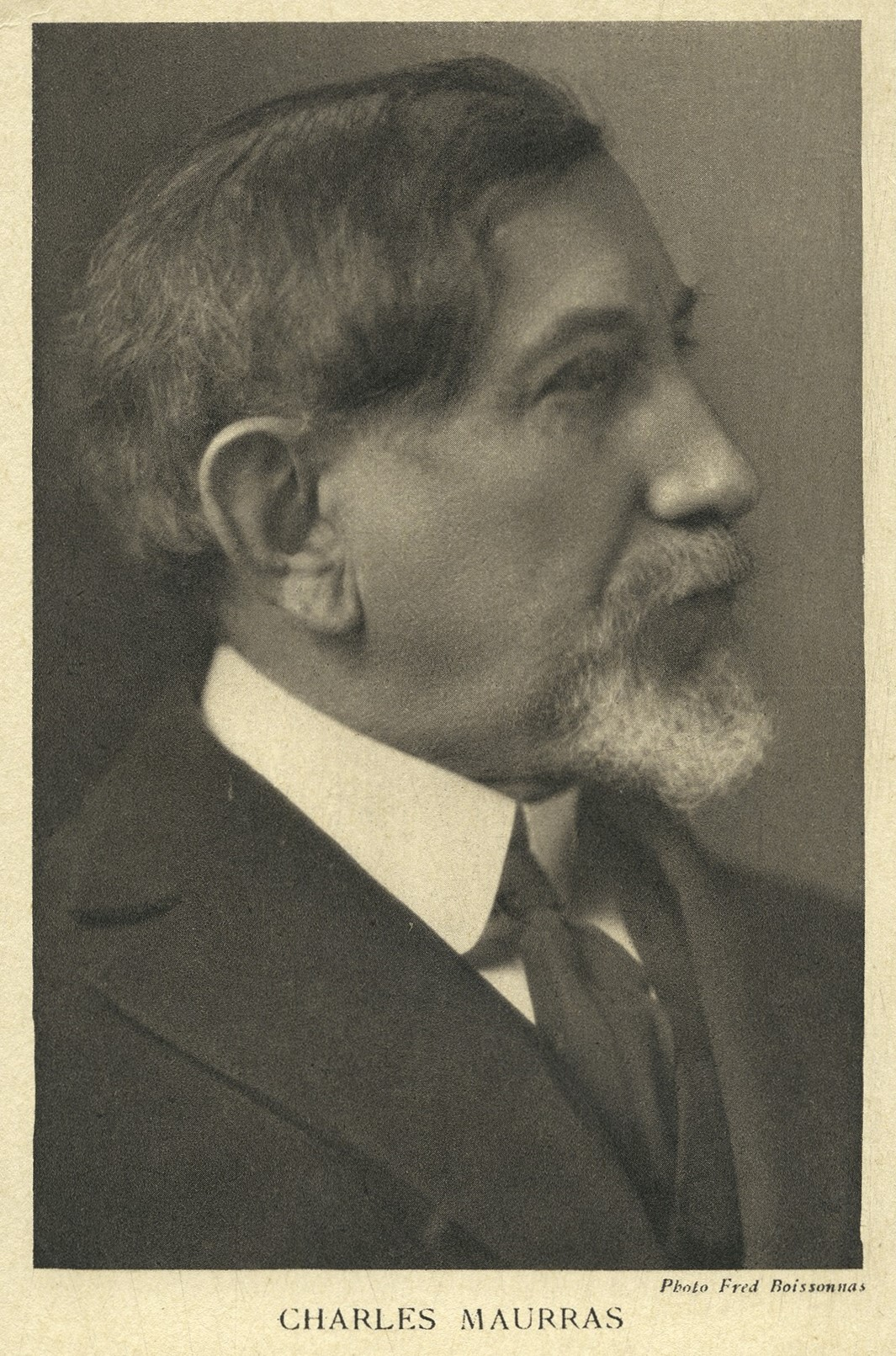
Charles Maurras, leader dell'AF

Nel 1940, dopo l'invasione e l'armistizio con la Germania nazista, Charles Maurras definì una "sorpresa divina" l'arrivo al potere del maresciallo Pétain a capo del regime filotedesco nella zona sud della Francia non occupata direttamente, il cosiddetto Stato Francese con sede a Vichy e sostenitore di una révolution nationale. Maurras, simpatizzante di Mussolini, non fece lo stesso con Adolf Hitler a causa della sua germanofobia, ma, fino al 1941 (quando accettò un blando collaborazionismo), non rinnegò e continuò a collaborare coi suoi discepoli che ammiravano il nazismo: Robert Brasillach, Lucien Rebatet e la maggior parte degli altri giornalisti che collaboravano con Je suis partout, Abel Bonnard, Paul Chack, e altri. Molti si allontanarono dalla linea dell'AF per sposare posizioni filotedesche, e vicino a Maurras rimase il suo segretario Pierre Pascal, poeta e iranista amico di Henry de Montherlant, che alla fine della guerra fuggirà in Italia.
Durante l'occupazione tedesca della Francia, Maurras fece riapparire L'Action française, sostenendo il regime di Vichy, che si ispirava in larga misura alle sue idee e ammorbidendo leggermente il suo sentimento antitedesco. Continuò le sue polemiche contro gli ebrei, i francs-maçons e i métèques (termine offensivo per indicare gli asiatici e gli africani), con lo slogan: «Io l'avevo ben detto!».
Il principale torto di Pétain, ai suoi occhi, fu quello di non andare abbastanza lontano nella politica antisemita: lo "statuto degli ebrei" dell'ottobre 1940 era per Maurras e i suoi collaboratori una buona cosa, ma doveva essere indurito e applicato più rigorosamente. Il nuovo statuto, del giugno 1941, fu una parziale soddisfazione.
Rifiutando il collaborazionismo, Maurras fu comunque, almeno in pratica, l'incarnazione di una collaborazione "nella dignità". Così scrisse nell'Action française del 28 agosto 1942: «Con tutta la Francia, i prigionieri felicemente ringraziano il signor Hitler».
Verso la figura del dittatore tedesco Maurras mantenne sentimenti misti fra ostilità e rispetto. Già nella sua edizione del 1º novembre 1940, L'Action française approvava l'annuncio di una collaborazione dal maresciallo Pétain a Montoire. Maurras non interruppe fino al 1944 le sue invettive contro i membri della Resistenza francese, invocando punizioni spietate su di loro, o sui loro familiari nel caso in cui i partigiani non potessero essere arrestati. Egli che aveva molto apprezzato Charles de Gaulle fino alla primavera del 1940 si scatenò contro il generale, partito per Londra dove aveva fondato l'associazione Francia Libera.
Numerosi seguaci - conservatori e nazionalisti - di Maurras o che avevano in passato militato attorno a lui, si unirono però alla Resistenza antitedesca al generale de Gaulle: Gilbert Renault (il colonnello Rémy), Alain Griotteray, Henri d'Astier de la Vigerie, Georges Valois, Jacques Renouvin, Pierre de Bénouville, Paul Dungler, Philippe de Hautecloque, Daniel Cordier, Honoré d'Estienne d'Orves, ecc., mentre altri diventarono collaborazionisti. Maurras mantenne la propria posizione convinto, come ebbe a dire, che Pétain facesse un doppio gioco (costui, infatti, alimentava la rete della resistenza di Dungler in Alsazia), ma non riuscì a fare rientrare nei ranghi i resistenti e i collaborazionisti. L'AF non fu incluso nei numerosi partiti collaborazionisti, ma restò ai margini in una posizione di semi-collaborazionismo, tuttavia i suoi membri filonazisti e lo stesso Maurras finiranno ugualmente inquisiti e condannati per "intelligenza col nemico" dopo il 1944, sia per collaborazione politica sia, soprattutto, per collaborazione intellettuale nel sostenere Pétain e nell'attaccare verbalmente partigiani ed ebrei come traditori e nemici.

### Il secondo dopoguerra
Nel 1944 Maurras venne arrestato e condannato nel 1945 all'ergastolo per aver appoggiato Pétain, benché non avesse collaborato personalmente coi tedeschi; Maurras commentò: "È la rivincita di Dreyfus!". Un avvocato ex dreyfusardo, poi sostenitore della destra, Daniel Halévy, ritenendo che Maurras avesse subito un'ingiustizia e un processo-farsa, tentò inutilmente di ottenere per lui la revisione e l'assoluzione. Scontò sei anni e sarà liberato per motivi di salute nel 1951; l'anno dopo, dopo aver ottenuto la grazia presidenziale, morirà ormai anziano, dopo essersi riavvicinato alla fede cattolica nelle ultime settimane di vita. Altri simpatizzanti subirono il carcere o vennero assolti o interdetti, mentre il solo Brasillach venne fucilato, unico collaboratore intellettuale a subire la pena di morte.
L'Action française si ricostituì nel 1947 intorno al giornale Aspects de la France (le cui iniziali riprendono quelle della disciolta formazione politica) e al movimento "Restauration nationale". Dopo la morte di Maurras (1952) due giornali rivali, Aspects de la France e La Nation française di Pierre Boutang, ne rivendicarono l'eredità fino alla scomparsa della Nation française avvenuta nel 1967.
Nel 1971 Bertrand Renouvin si staccò creando la Nouvelle action française, che diventerà presto la Nouvelle action royaliste (orleanista). Questo movimento appoggiò François Mitterrand nel 1981. Nei primi anni 1980 altri esponenti dell'Action française, come Georges-Paul Wagner o Philippe Colombani, entrarono invece a far parte del Fronte Nazionale dell'ex poujadista Jean-Marie Le Pen.

## Oggi

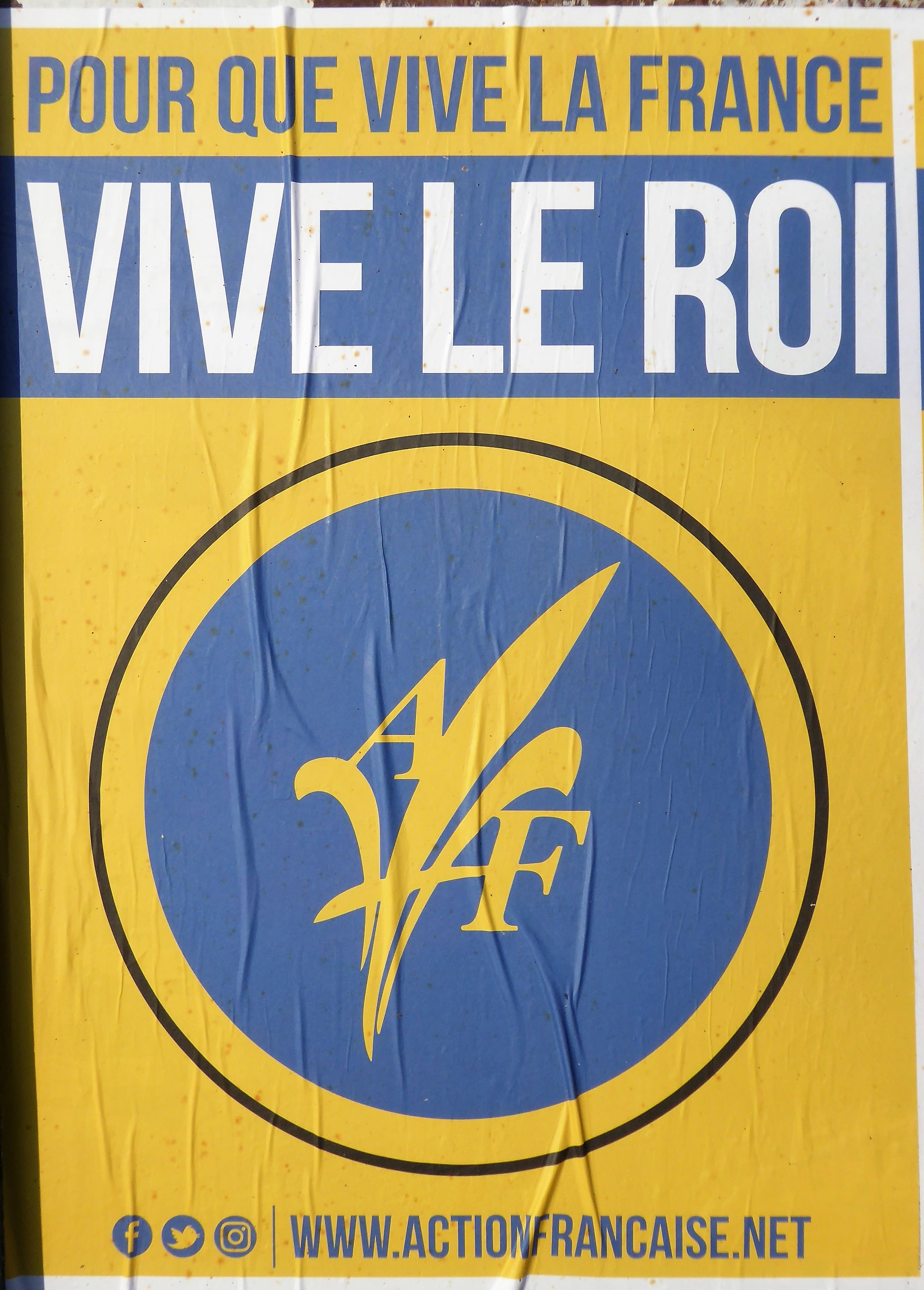
Manifesto monarchico del Centre Royaliste d'Action française degli anni 2010

L'Action française, oggi Centre royaliste d'Action française (CRAF), è il principale dei tre movimenti politici monarchici (gli altri sono la Nouvelle action royaliste e il Groupe d'action royaliste), tutti unionisti-orleanisti. Si definisce "monarchico, nazionalista e sovranista". Caldeggia il ripristino della monarchia costituzionale in Francia (con la famiglia Borbone-Orléans al potere, e l'attuale pretendente Giovanni IV d'Orléans, conte di Parigi e duca di Francia, contro i neo-legittimisti Bianchi di Spagna, il movimento monarchico minoritario); si oppone all'Europa federale, alla globalizzazione e al "sistema dei partiti" intorno alla difesa incondizionata dell'"interesse nazionale". Ha eliminato dalla sua dottrina l'antisemitismo e la xenofobia, argomenti che un tempo difendeva sia con la linea editoriale del proprio giornale sia nei discorsi di alcuni dei suoi membri. Partecipa con altri gruppi a manifestazioni monarchiche come il corteo annuale in memoria di Luigi XVI ogni 21 gennaio (anniversario dell'esecuzione del re), per le strade di Parigi fino alla Cappella Espiatoria (sul vecchio cimitero della Madeleine). Lotta contro l'islamizzazione, l'immigrazione e la cristianofobia, e si è opposta con numerose manifestazioni all'introduzione del matrimonio omosessuale in Francia.
L'atteggiamento da adottare nei confronti del Front national (oggi Rassemblement National e guidato da Marine Le Pen) divide i militanti dell'Action française: una parte ritiene che i monarchici debbano tenersi al di fuori dei partiti repubblicani, mentre secondo altri il partito lepenista è il principale partito della destra sovranista e nazionalista e votare per esso rappresenta un modo di far progredire le idee nazionali.
L'Action française è organizzata in sezioni locali. Pubblica ogni due settimane il giornale L'Action Française 2000, diretto a lungo da Pierre Pujo (figlio del fondatore Maurice e deceduto nel 2007), acquistabile nelle edicole francesi. La testata originale L'Action Française invece è stata vietata in perpetuo dopo la Liberazione della Francia.
I giovani dell'Action française si riuniscono intorno all'Action française étudiante, organizzazione pacifica che ha sostituito i bellicosi Camelots du Roi, che raggruppa studenti universitari, liceali e giovani lavoratori. Sono guidati da Thibaud Pierre e contano una quindicina di sezioni locali. La loro militanza è imperniata sulla formazione politica (circoli di formazione, dibattiti, conferenze, ecc.) e sull'azione (campagne, meeting). Ogni anno i giovani nazionalisti si riuniscono per la loro Università estiva, il Camp Maxime Real del Sarte, creato nel 1953 e che propone dieci giorni di formazione politica e militante. Anti-liberale e contrario alla globalizzazione, il movimento rivendica la difesa dell'"interesse nazionale" sotto tutte le sue forme e porta avanti un "nazionalismo integrale" ereditato da Charles Maurras.
I giovani dell'Action française pubblicano il mensile Insurrection, disponibile su richiesta presso l'Action française étudiante.